# 원정타격단

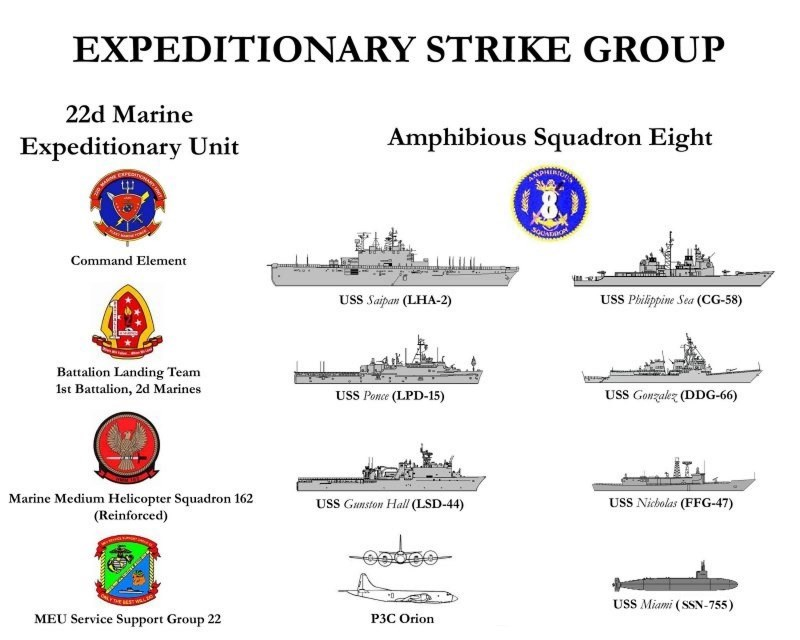
2014년 초기의 편성된 원정타격단

원정타격단(Expeditionary Strike Group (ESG))는 1990년대 초반에 구상된, 새로운 미국 해군의 부대편성 단위이다. 해군 중장(3스타)이 사령관이며, 해군 준장(1스타)이 함대에 소속해 있다.

## 구성요소
원정타격단은 강습상륙함을 기함으로 하여, LPD 1척, LSD 1척, 타이콘데로가급 이지스 순양함 1척, 알레이버크급 이지스 구축함 1척, 호위함 1척의 수상함 6척과, 로스앤젤레스급 공격형 핵잠수함 1척, P-3C 오라이온 초계기 2대, 2,300명 연대규모의 해병 원정대(MEU)로 구성된다.
해병 원정대(MEU)가 원정타격단(ESG)에 소속되기 이전에는 상륙준비단(Amphibious ready group, ARG)의 일부였다.

## 목록

### 강습상륙함

#### 현재
- 와스프 원정타격단 — 기함 USS 와스프 (LHD-1)
- 에섹스 원정타격단 — 기함 USS 에식스 (LHD-2)
- 키어사지 원정타격단 — 기함 USS 키어사지 (LHD-3)
- 복서 원정타격단 — 기함 USS 복서 (LHD-4)
- 바탄 원정타격단 — 기함 USS 바탄 (LHD-5)
- 아메리카 원정타격단 — 기함 USS 아메리카 (LHA-6)
- 이오지마 원정타격단 — 기함 USS 이오지마 (LHD-7)
- 마킨 아일랜드 원정타격단 — 기함 USS 마킨 아일랜드 (LHD-8)

#### 이전
- 타라와 원정타격단 — USS 타라와 (LHA-1); 1976년 3월 29일, 취역 ~ 2009년 3월 31일, 퇴역
- 사이판 원정타격단 — USS 사이판 (LHA-2); 1977년 10월 15일, 취역 ~ 2007년 4월 25일, 퇴역
- 벨레우드 원정타격단 — USS 벨레우드 (LHA-3); 1978년 9월 23일, 취역 ~ 2005년 10월 28일, 퇴역
- 나스어 원정타격단 — USS 나스어 (LHA-4); 1979일, 7월 28일, 취역 ~ 2011일, 3월 31일, 퇴역
- 펠레리우 원정타격단 — USS 펠레리우 (LHA-5); 1980년 5월 3일, 취역 ~ 2015일 3월 31일, 퇴역
- 본험 리처드 원정타격단 — USS 본험 리처드 (LHD-6) 1998년 8월 15일 ~ 2020년 11월 30일, 퇴역

### 부대
- 제1원정타격단
- 제2원정타격단
- 제3원정타격단
- 제4원정타격단
- 제7원정타격단/TF-76

## 대한민국
일본 오키나와에 사령부가 있는 제7원정타격단이 한국의 유사시에 최우선 개입한다. 제7원정타격단은 해군 중장이 사령관인 제7함대에 소속되어 있으며, USS 에섹스 (LHD-2)가 기함이었으나 2012년 4월 23일 USS 본험 리처드 (LHD-6)로 교체되었다. 2014년 4월 16일 세월호 침몰 사고가 발생했을 때 한반도 서해상에서 정기적으로 경계 임무를 수행하던 USS 본험 리처드 (LHD-6)는 대한민국 해군의 구조 지원 요청을 받고 긴급 투입 되었다.